# 赛力玛·塔力甫瓦
赛力玛·塔力甫瓦，中华人民共和国政治人物。
担任第一届全国人大民族委员会委员。1954年，当选第一届全国人民代表大会代表。